# Herbert Röller
Herbert Alfred Röller (* 2. August 1927 in Magdeburg; † 31. Oktober 2019) war ein deutscher Genetiker.

## Leben
Herbert Röller besuchte bis 1946 die Christian-Thomasius-Schule in Halle (Saale), studierte, und wurde 1955 an der Universität Münster zum Dr. med. und 1962 an der Georg-August-Universität in Göttingen zum Dr. phil. promoviert. Im Jahr 1962 ging er an die University of Wisconsin in Madison im US-Bundesstaat Wisconsin und 1968 an die etwa 150 Kilometer nördlich von Houston in College Station im US-Bundesstaat Texas gelegene Texas A&M University, wo er später von 1974 bis 1983 als Professor für Biochemie und Biophysik lehrte.
Herbert Röller wurde 1973 in der Sektion Genetik/Molekularbiologie und Zellbiologie als Mitglied in die Deutsche Akademie der Naturforscher Leopoldina aufgenommen.